# The Principles of Psychology
The Principles of Psychology est un ouvrage scientifique écrit par William James en 1890. C'est l'un des textes majeurs de la psychologie.